# Banca IFIS
 (mars 2011).
 (juillet 2014).
Si vous disposez d'ouvrages ou d'articles de référence ou si vous connaissez des sites web de qualité traitant du thème abordé ici, merci de compléter l'article en donnant les références utiles à sa vérifiabilité et en les liant à la section « Notes et références ».
 (juin 2019).
Banca IFIS (Istituto di Finanziamento e Sconto) est une banque dont le siège est à Venise.  Elle est spécialisée dans l’affacturage. Elle est cotée sur le segment STAR de la Bourse de Milan.

## Historique
Banca IFIS a été fondée en 1983 à Gênes par Sebastien Egon Furstenberg (fils de Clara Agnelli (it)), Président actuel et actionnaire de référence.
En 1989, la société entre à l’ex-Mercato Ristretto (Second Marché) de Gênes, puis à l’ex-Mercato Ristretto de Milan.
Dès 1999, un processus de forte croissance commence en Italie et dans l’Est de l’Europe, avec l’ouverture de nombreuses nouvelles filiales. 
Elle devient membre en 2002 de Factor Chain International, avec dès lors un rôle de premier plan dans le contexte européen grâce à son modèle inédit d’activité et à sa fonction d'opérateur indépendant.
En 2004, Banca IFIS est admise au segment STAR de la Bourse Italienne.
En juillet 2006, elle rachète Fidis Faktoring Polka, opérateur polonais spécialisé dans l’affacturage pour les activités connexes de la production locale du Groupe Fiat.
En mars 2008, elle présente au marché le nouveau plan industriel 2008 - 2010, dont les grandes lignes prévoient la concentration sur la croissance du cœur de métier (affacturage), une plus forte internationalisation des activités et de la présence géographique, l’extension de la gamme de produits offerts et la diversification des origines de ressource, y compris par la mise en œuvre d’un programme de recueil de détail, essentiellement sous forme « en ligne ».
Le lancement sur le marché de Rendimax, en juillet 2008, premier produit de détail de la banque, représente un tournant important de l’histoire de Banca IFIS. Il s’agit d’un compte de dépôt à haut rendement, destiné aussi bien à des entreprises qu’à des épargnants particuliers.
Juillet 2010 voit la concrétisation, avec souscription intégrale, d’une augmentation de capital de 50 millions d’euros, portant le capital de la banque à plus de 200 millions d'euros. L’augmentation vise à soutenir l’accroissement des placements et le développement des activités du Groupe Banca IFIS, en croissance constante en 2009 et au cours des premiers mois de 2010, et notamment à renforcer les exigences de fonds propres en tant que réponse ciblée aux textes les plus stricts de capitalisation fixés par les Autorités de Surveillance.

### Actionnariat
Le capital social de Banca IFIS est constitué de 53 811 095 actions ordinaires.
Ci-après figure la répartition du capital social pour des actionnaires détenant, directement ou indirectement, des instruments financiers représentatifs du capital de la Société avec droit de vote supérieur à 2 % du capital social.
| Actionnaire         | % actions |
| ------------------- | --------- |
| La Scogliera S.P.A. | 50,21 %   |
| Mercato             | 43,33 %   |
| Giovanni Bossi      | 3,45 %    |
| Riccardo Preve      | 2,31 %    |
| actions propres     | 0,7 %     |

Les élections des membres du Conseil d’Administration ont lieu selon le système de vote par liste.